# European Quality Improvement System
European Quality Improvement System (EQUIS) är ett kvalitetssystem för högre ekonomiska utbildningar. Det skapades av Gordon Shenton år 1998 och numera är den huvudansvariga Julio Urgel. Tidigt 2011 var 129 fakulteter i 36 länder ackrediterade och Sverige har fyra ackrediterade universitet.

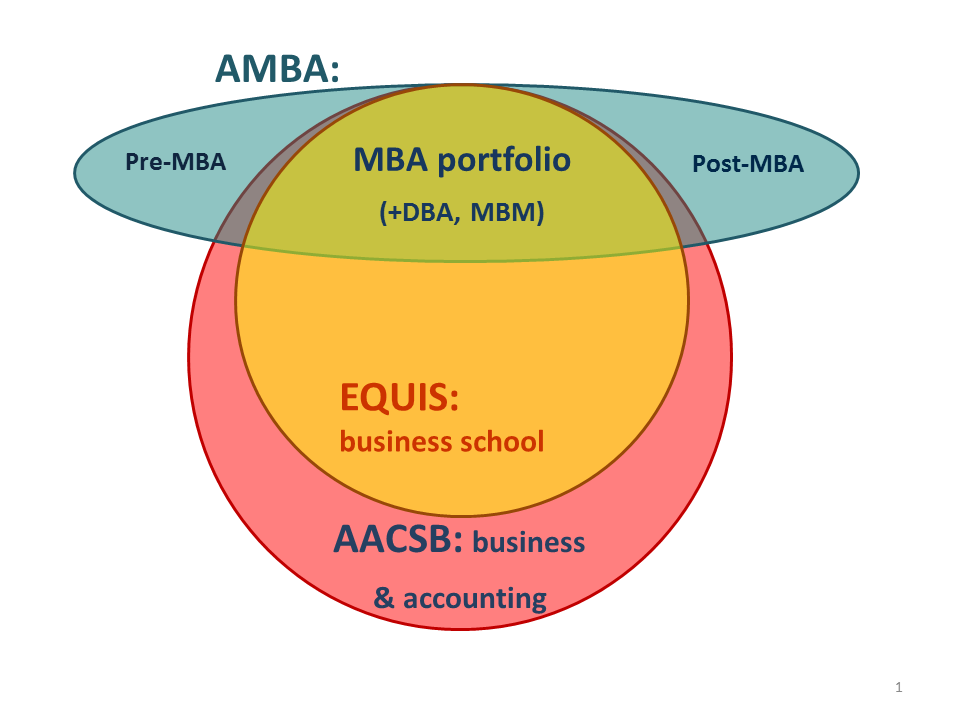
Scope of business school accreditation for AACSB, EQUIS and AMBA

För att en skola eller fakultet skall bli ackrediterad krävs att den uppnår vissa kriterier som organisationen EFMD ställer. Dessa kriterier griper över skolan som helhet inklusive alla program från första året till filosofie doktor, samt forskning, alla e-lärande enheter, fortbildning och samhällsengagemang. Det är särskilt berörda av skolans internationaliseringsgrad och dess samverkan med näringslivet.
Det finns två typer av ackrediteringar: en femårig ackreditering och en treårig ackreditering. Den treåriga ackrediteringen kräver en årlig rapportering rörande förbättring av identifierade problemområden för att behålla sin status.
Ackrediterade universitet i Sverige:
- Ekonomihögskolan vid Lunds universitet (Lund University School of Economics and Management); femårig ackreditering
- Handelshögskolan i Stockholm (Stockholm School of Economics); femårig ackreditering
- Handelshögskolan vid Göteborgs universitet (Gothenburg School of Business, Economics and Law); femårig ackreditering [2]
- Internationella Handelshögskolan i Jönköping (Jönköping International Business School); femårig ackreditering[3]

Handelshögskolan vid Umeå universitet (Umeå School of Business) hade från 2008 till hösten 2010 en treårig ackreditering men blev av med sin status. Detta hände på grund av bristande forskningsproduktion samt att personalsammansättningen på olika akademiska nivåer inte ansågs ha förbättrats i tillräcklig omfattning för att erhålla re-ackreditering.